# 인드라 쩌진
인드라 쩌진(버마어: အိန္ဒြာကျော်ဇင်, 엔드라 쩌징) (발음: [ʔèiɴdɹà tɕɔ̀ zɪ̀ɴ]; 출생: 1977년 4월 24일)은 미얀마 아카데미상을 두 번 수상한 미얀마의 배우이자 모델이다. 그녀는 미얀마에서 세 번째로 높은 연봉을 받는 여배우이자 아마추어 화가이다. 이제, 그녀는 40이 넘었지만 여전히 미얀마에서 인기 있는 여배우로 남아 있다.